# BLTC Research
BLTC Research es una organización informal fundada en 1995 por el filósofo transhumanista David Pearce, con el fin de promover lo que denomina ingeniería celestial en toda la vida sensible: «la abolición de los sutratos biológicos del sufrimiento y la creación de estados gloriosos de placer sublime».
Gracias a las ciencias biológicas, la organización propone (1) reescribir el genoma de los vertebrados, (2) rediseñar el ecosistema global y (3) proporcionar bienestar genéticamente pre-programado. La biotecnología, además, facilitará una superinteligencia, una mayor felicidad general y, posiblemente, un mayor grado de bondad en las personas. De esta forma, promueven la ingeniería celestial como «una disciplina académica rigurosa y una ciencia aplicada madura».